# Richard Arthur Nüscheler
Richard Arthur Nüscheler, né le 12 mars 1877 à Zurich, mort le 28 juillet 1950 à Boswil, est un peintre, verrier, héraldiste et restaurateur d’art suisse.

## Biographie
Nüscheler, fils de l’ingénieur Albert Nüschler et de Frances, née Appleyard, de Leeds, se forme à l’école des arts appliqués de Zurich et par un apprentissage chez le peintre-verrier Karl Wehrli. En parallèle, il suit comme élève externe des cours à l’École polytechnique de Zurich, chez les professeurs Johann Rudolf Rahn (de) et Johann Jakob Graf (1854-1925), qui l’encouragent.
En 1898, Nüscheler se convertit au catholicisme et se voit chargé de la rénovation des vitraux de l’église conventuelle de Königsfelden. Suivent des voyages d’étude en Allemagne et en Italie. Puis il travaille pour la Société zurichoise d’histoire et d’héraldique, pour la Société des antiquaires de Zurich, et pour la « Zürcher Kunstgesellschaft ». En 1900-1901 il restaure les vitraux de la Notre-Dame de Valère à Sion.
De 1902 à 1911, Nüscheler prend part aux expositions internationales de Paris et y est honoré d’un diplôme « hors concours ». Il est en outre honoré des Palmes académiques, et reçoit le titre d’« officier d’académie ». En France, il obtient plusieurs mandats de restauration de vitraux, de mosaïques et de sculptures. Occupé en 1912 à un mandat au Caire, la guerre l’oblige à interrompre son travail, ce qui le pousse à voyager en Égypte, en Palestine et en Grèce.
En 1914, l’artiste épouse Marguerite, née de Vevey, d’Estavayer. Veuf quatre ans plus tard, il se remarie avec Elisabeth, née Ranacher, de Saint-Gall, qui lui donne quatre enfants. Dès 1919, il vit et travaille à Boswil, où il a acquis l’ancienne église de style baroque tardif (désaffectée) avec sa chapelle Saint-Odilon, accompagnées de la cure. Il installe son atelier dans l’ancien lieu de culte. Les trois édifices forment ensemble, aujourd’hui, la « Maison d’artiste Boswil ».

### Les débuts du béton armé dans l'art du vitrail
Avec son invention de la « fenêtre de pierre », Nüscheler jette les bases de la technique de la dalle de verre. Il utilise la pierre artificielle, c'est-à-dire un mélange de ciment et d'agrégat qui peut être coulé dans des moules, en pigmentant le liant avec une couleur adaptée à l'architecture. Cette invention de Nüscheler constitue un jalon important dans l'histoire du renouveau du vitrail au XXe siècle. En 1911, il réalise les premières fenêtres de pierre à la Villa Casdagli au Caire. Et en Suisse, son invention est présentée à l'Exposition nationale de Berne en 1914, soit avant même la publication du brevet en mars 1915. À la même époque, les vitraux de l'église Sainte-Marie de Saint-Gall construite par Adolf Gaudy (de) sont sa première réalisation importante dans cette technique. Il y aura par la suite les vitraux de l'église anglaise sur la Hohe Promenade de Zurich et du grand hall de la gare de Thoune. Mais après une dizaine d'années, Nüscheler abandonne cette technique, trop laborieuse et trop coûteuse.

## Weblinks
- « Nüscheler, Richard Arthur », sur SIKART Dictionnaire sur l'art en Suisse.
- « Nüscheler (Mitte 16.–Mitte 20. Jahrhundert) », sur SIKART Dictionnaire sur l'art en Suisse.
- Deutsche Biographie, Nüscheler.